# Ferme-manoir de Juif
La ferme-manoir de Juif est une ferme située sur le territoire de la commune de Juif dans le département français de Saône-et-Loire et la région Bourgogne-Franche-Comté.

## Historique
Elle fait l'objet d'un classement au titre des monuments historiques depuis le 19 mai 1994.